# Sekretarz Senatu Rzeczypospolitej Polskiej
Sekretarz Senatu Rzeczypospolitej Polskiej – senator wykonujący czynności pomocnicze podczas posiedzenia Senatu. Sekretarze wspomagają Marszałka Senatu obradami w prowadzeniu obrad. Spośród sekretarzy Senatu i sekretarzy Sejmu powoływani są sekretarze Zgromadzenia Narodowego. Sekretarz Senatu nie jest zaliczany do organów Senatu.

## Wybór Sekretarzy Senatu
Senat wybiera spośród senatorów od 6 do 8 sekretarzy. Wybór przeprowadza się łącznie (chyba że Senat postanowi inaczej) – zwykłą większością głosów. Odwołanie z funkcji sekretarza następuje w tym samym trybie. Do czasu wyboru sekretarzy przez Senat, funkcję tę pełnią trzej sekretarze pierwszego posiedzenia – powołani przez Marszałka Seniora spośród najmłodszych wiekiem senatorów.

## Obowiązki sekretarza Senatu
Do podstawowych obowiązków sekretarzy Senatu należy prowadzenie listy mówców i protokołów posiedzeń. Ponad to, sekretarze obliczają wyniki głosowań imiennych oraz głosowań przez podniesienie ręki, a także wykonują inne czynności zlecone im przez Marszałka Senatu.

## Aktualni sekretarze Senatu

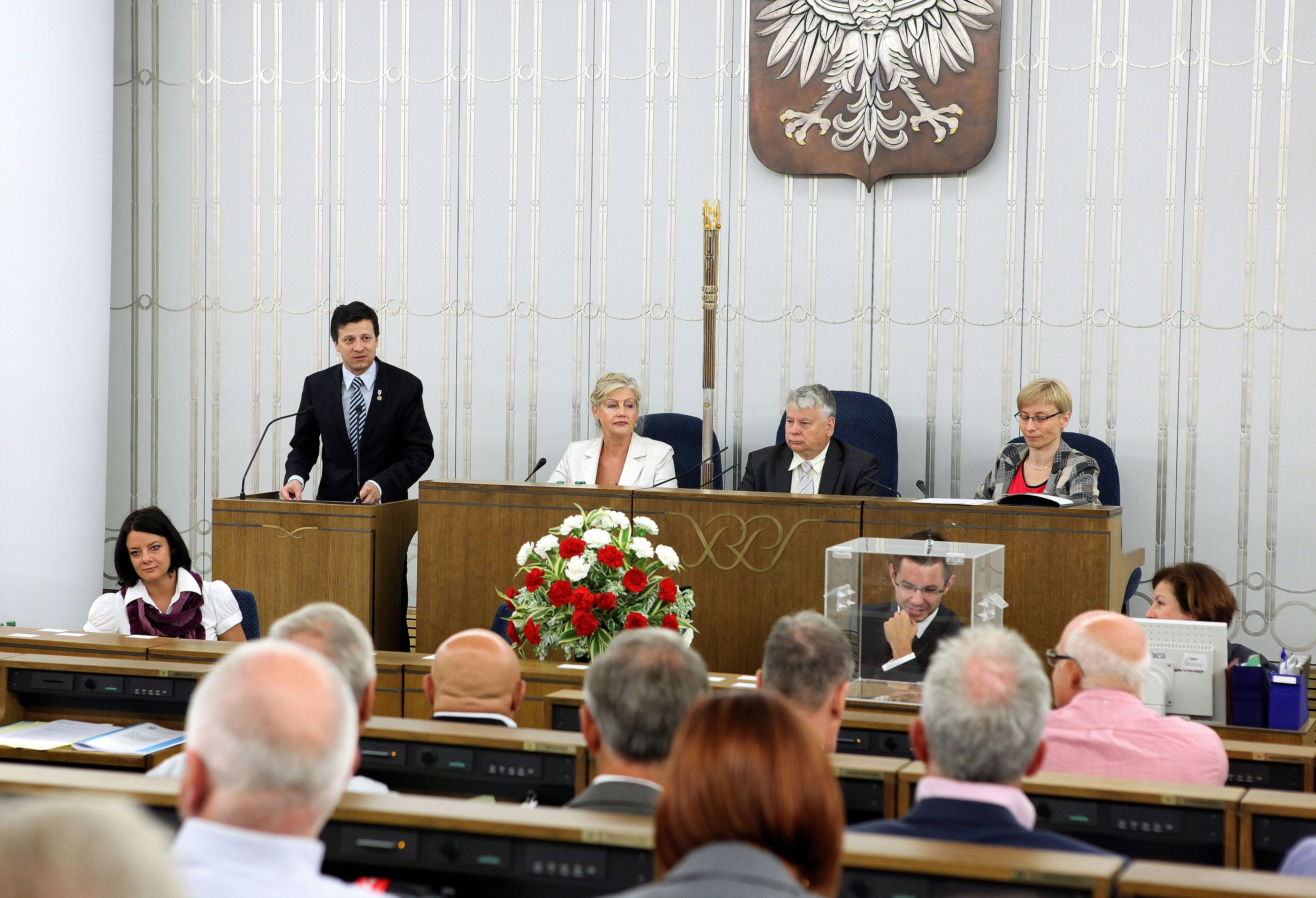
Senator Anna Aksamit i senator Beata Gosiewska – jako sekretarze podczas 38. posiedzenia Senatu VIII kadencji. 9 sierpnia 2013 r.

## Aktualni sekretarze Senatu[6][7]
- Rafał Ambrozik (PiS)
- Ewa Kaliszuk (KO)
- Agnieszka Kołacz-Leszczyńska (KO)
- Piotr Masłowski (TD-PSL)
- Joanna Sekuła (KO)
- Aleksander Szwed (PiS)